# Stenoptilia pinkeri
Stenoptilia pinkeri là một loài bướm đêm thuộc họ Pterophoridae. Nó được tìm thấy ở Thổ Nhĩ Kỳ.
Sải cánh dài 16–24 mm.